# Дијафизна артерија
Дијафизна или Храњива артерија главна је артерија кости.  Артерија снабдева дијафизни део костију крвљу. 

## Локализација
Дијафизна артерија улази у кост кроз храњиви форамен. Васкуларизује медуларни канал као и две трећине компактног слоја костију. Уздуж снабдева крвљу коштану срж све до метафизе.